# Baktalórántházi Erdő Természetvédelmi Terület

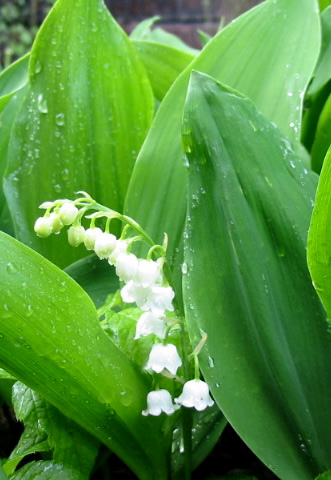
Gyöngyvirág (Convallaria majalis)

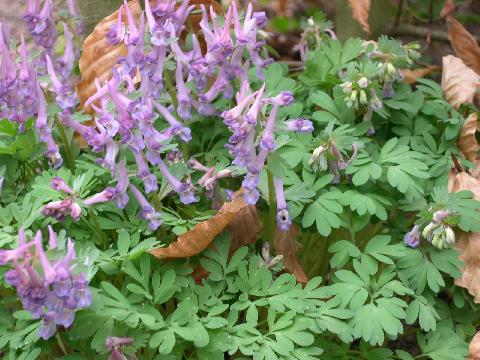
Ujjas keltike (Corydalis solida)

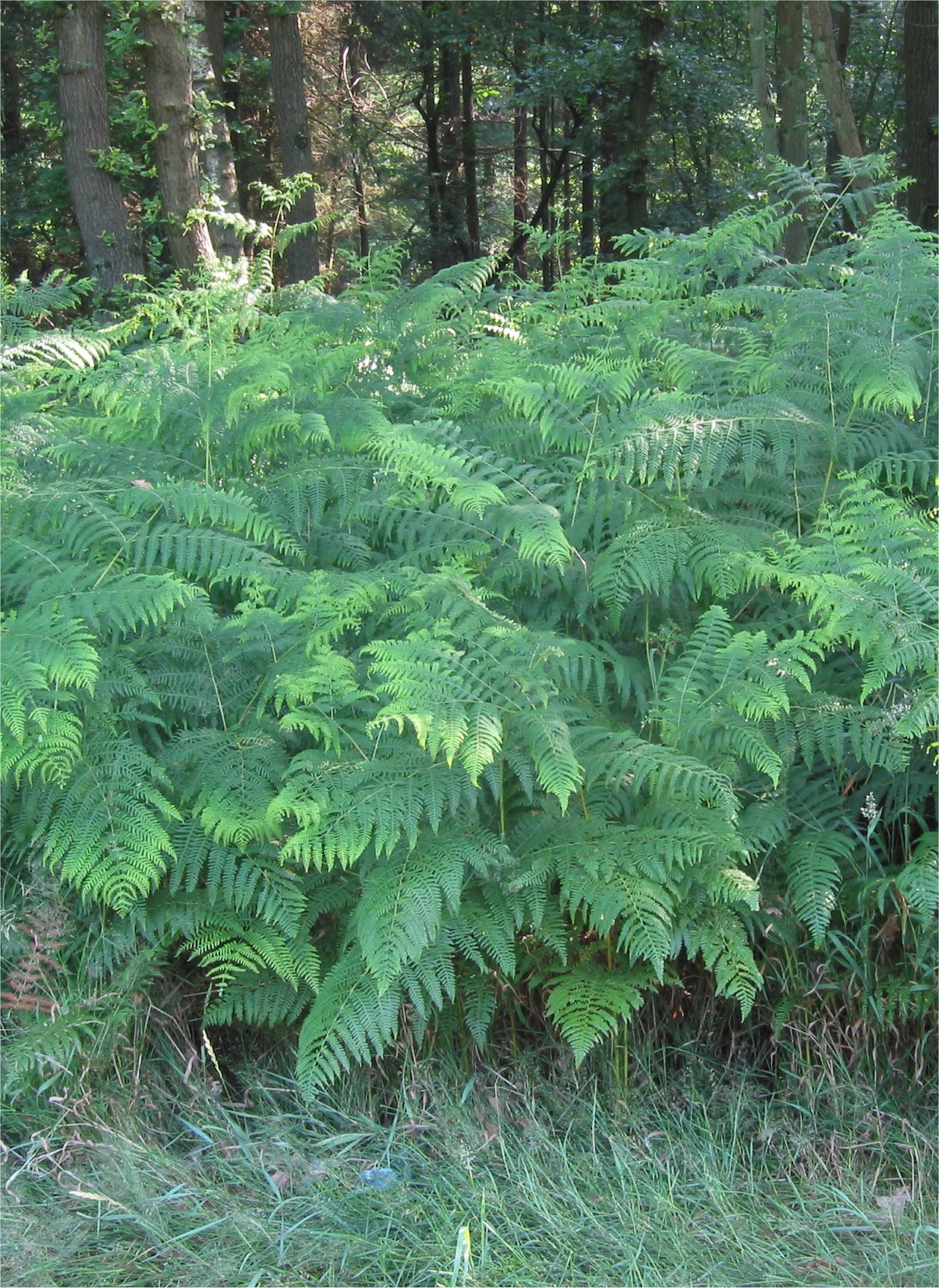
Hölgypáfrány (Athyrium filix-femina)

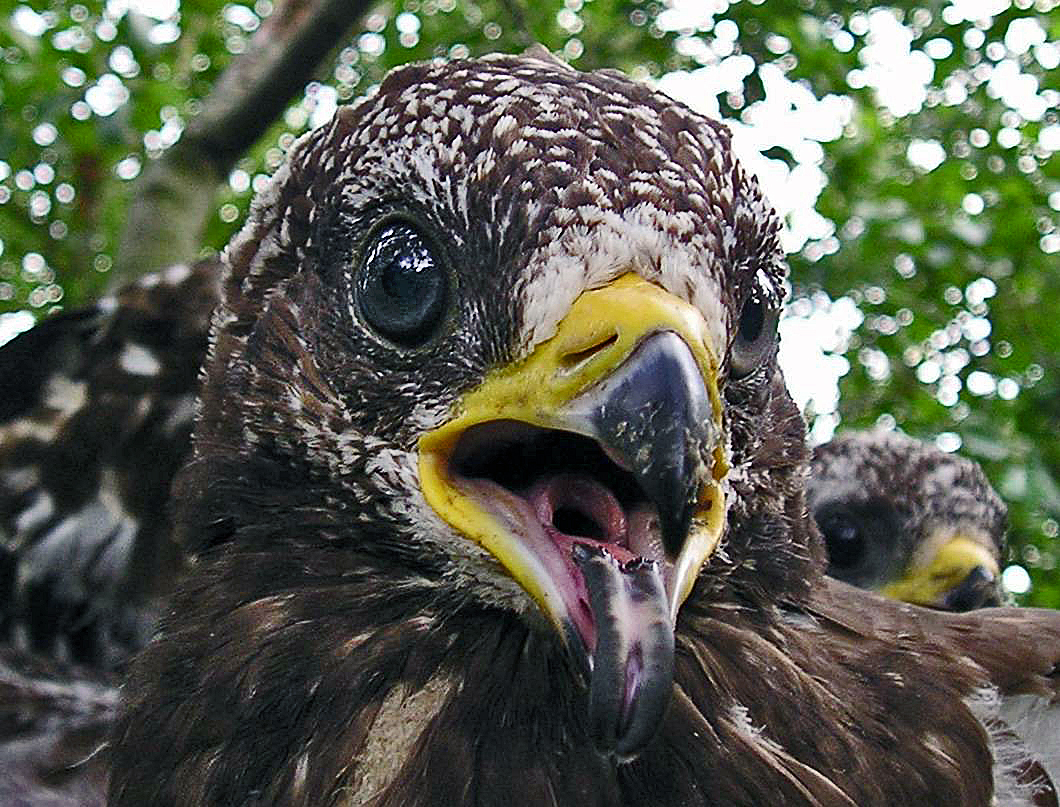
Darázsölyvfióka

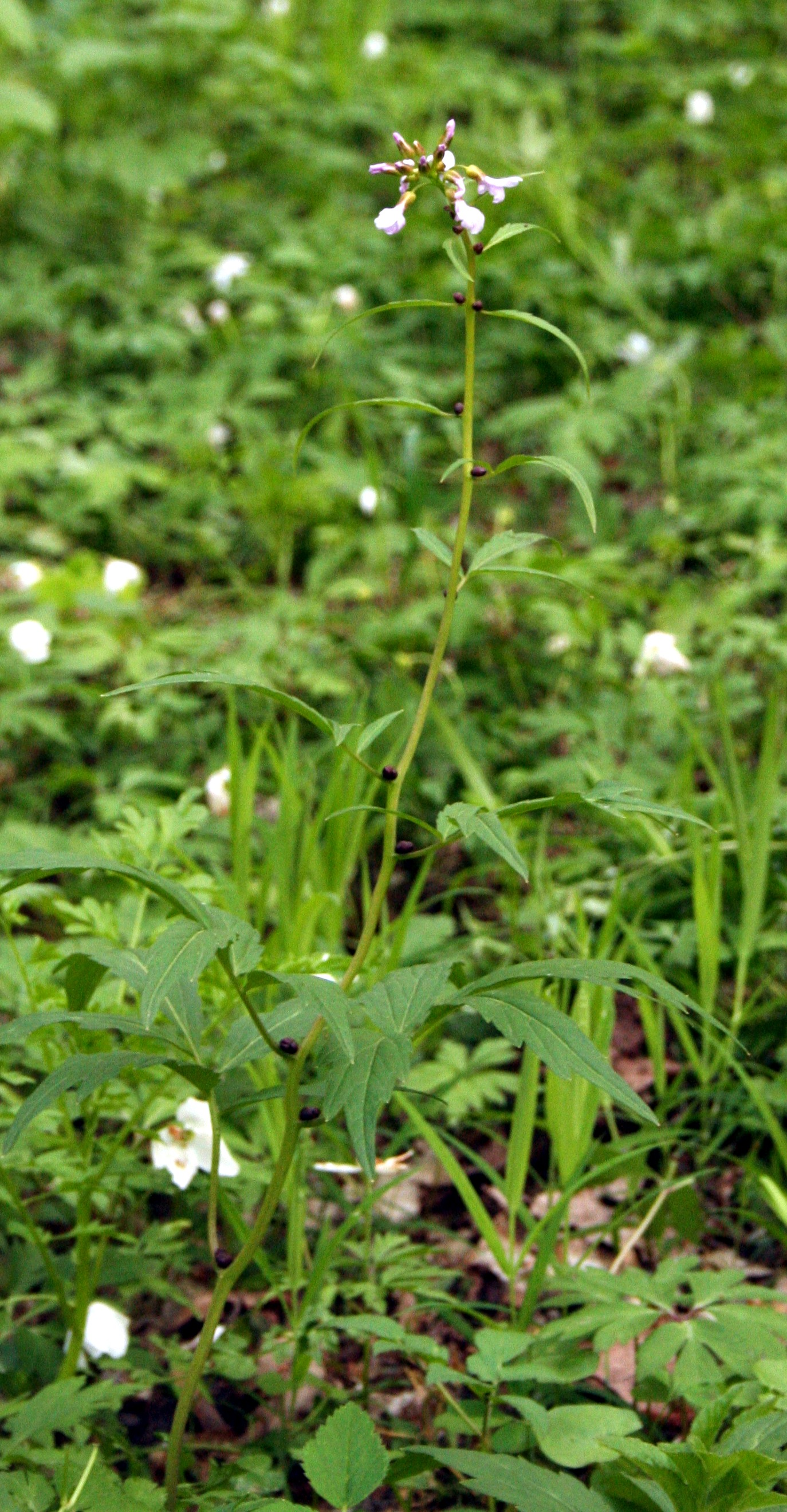
Hagymás fogasír (Cardamine bulbifera)

A Baktalórántházi Erdő Természetvédelmi Terület Szabolcs-Szatmár-Bereg vármegyében, a Nyírség közepén, Baktalórántháza mellett, attól északra és nyugatra található. A Hortobágyi Nemzeti Park Igazgatósága kezelésében lévő, több mint ezer hektárra kiterjedt erdőségből jelenleg 341 hektárnyi terület védett, azonban a kijelölt turistautakon szabadon látogatható.

## Jellege
Alföldre jellemző növénytársulások, homoki gyertyános, kocsányos tölgyes és a hozzá szorosan csatlakozó gyöngyvirágos tölgyes.

## Története
A Nyírség homokbuckáinak mélyedéseiben kialakult pangóvizes területeinek környékén párás, hűvösebb mikroklíma és a viszonylag magas páratartalom a középhegységekre jellemző gyertyános-tölgyes és a nedves mikroklímát igénylő gyöngyvirágos tölgyesek kialakulását tette lehetővé.
Az erdő a nyírségi homokot egykor borító hatalmas kiterjedésű gyöngyvirágos tölgyes és
gyertyános tölgyes erdeinek egyik utolsó megmaradt összefüggő maradványa. Egy részének védelmét fejlődéstörténeti-, növényföldrajzi adottságai, génmegőrző szerepe is indokolja. Az erdő védett része Baktalórántházától nyugatra terül el.
Az itteni környezeti adottságokból eredő hűvös mikroklíma és a viszonylag magas páratartalom miatt vált lehetővé itt a hegyvidékre jellemző gyertyános tölgyesek és gyöngyvirágos tölgyesek kialakulása.
A baktalórántházi erdőben a gyertyános és tölgyes erdőtípus szinte átmenet nélkül olvad egymásba. 
Az erdőt még 1977-ben nyilvánították védetté. 
Az erdőt turistaút szeli ketté. A kiépített turistautakon szabadon látogatható. A Baktalórántházi Erdészet szalonnasütőket, esőbeállókat is kiépített, s a Fenyves csárda mellett Erdei tornapálya is létesül

## Növényvilága
Az erdő társulásait gyöngyvirágos- és gyertyános- tölgyes társulás váltja egymást, mely egyben génbank is.
Az erdő állományai között különböző fenyőfélék; (feketefenyő Pinus nigra, erdeifenyő) (Pinus sylvestris), cser (Quercus cerris), szil (Ulmus), juhar (Acer), nemesnyár (Populus x. euramericana), akác (Robinia), és kisebb csoportokban fekete dió (Juglans nigra) található.
A cserjék közül a galagonya (Crataegus), bodza (Sambucus), vadrózsa (Rosa canina), kökény (Prunus spinosa) és kecskerágó (Euonymus europaeus) fordul elő.
Az erdő lágyszárú növényzete is igen gazdag, és rokonságot mutat a középhegységek hidegebb klímáján honos tölgyerdők növényzetével. 
A fák alatt nő az erdei ibolya (Viola reichenbachiana) több rokonával, köztük a csodás ibolyával és szirmatlan ibolyával (V. mirabilis L.)  együtt, a szagos müge (Galium odoratum) valamint az Alföldön ritka hagymás fogasír (Cardamine bulbifera), mely még a fák lombfakadása előtt terít színes leplet a fák alá. Ezen kívül a gyöngyvirág (Convallaria majalis) és az árnyékvirág, az odvas keltike (Corydalis cava), ujjas keltike (Corydalis solida), erdei sás (Carex sylvatica), enyves zsálya (Salvia glutinosa), orvosi veronika (Veronica officinalis), kis télizöld (Vinca minor), havasi tisztesfű (Stachys alpina), hölgypáfrány (Athyrium filix-femina), erdei varázslófű (Circaea lutetiana), gombernyő (Sanicula europaea) és az erdő talán legértékesebb faja a debreceni csormolya (Melampyrum nemorosum subsp. debreceniense), mely különös botanikai értéke területünknek a bihari csormolyával  (Melampyrum biharicum) együtt, valamint az erdei pajzsika, a szálkás pajzsika vagy a hölgypáfrány, majd a kis télizöld meténg.  Avar alá rejtett virágaival a kapotnyak tövei csillognak sötétzöld leveleikkel, később a békabogyó (Actaea spicata) bókol fekete bogyóival.
Az orchideák közül pedig megemlíthető a széleslevelű nőszőfű és a mocsári nőszőfű, a békakonty, a madárfészek kosbor és a kétlevelű sarkvirág.

## Galéria

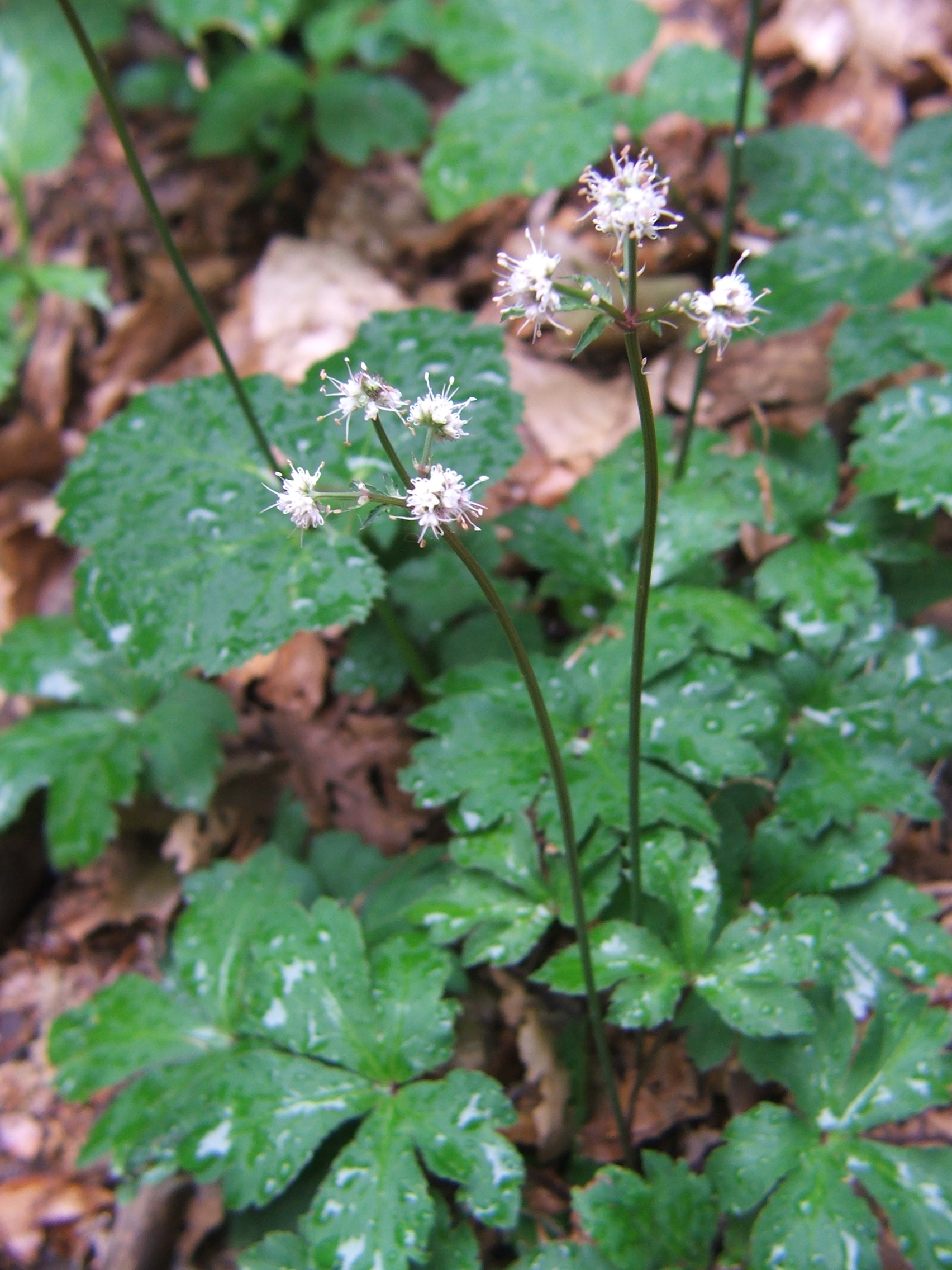
Gombernyő (Sanicula europaea)
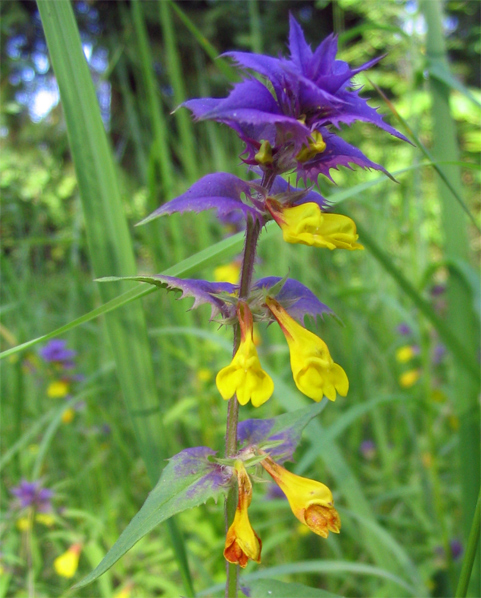
Debreceni, vagy kéküstökű csormolya
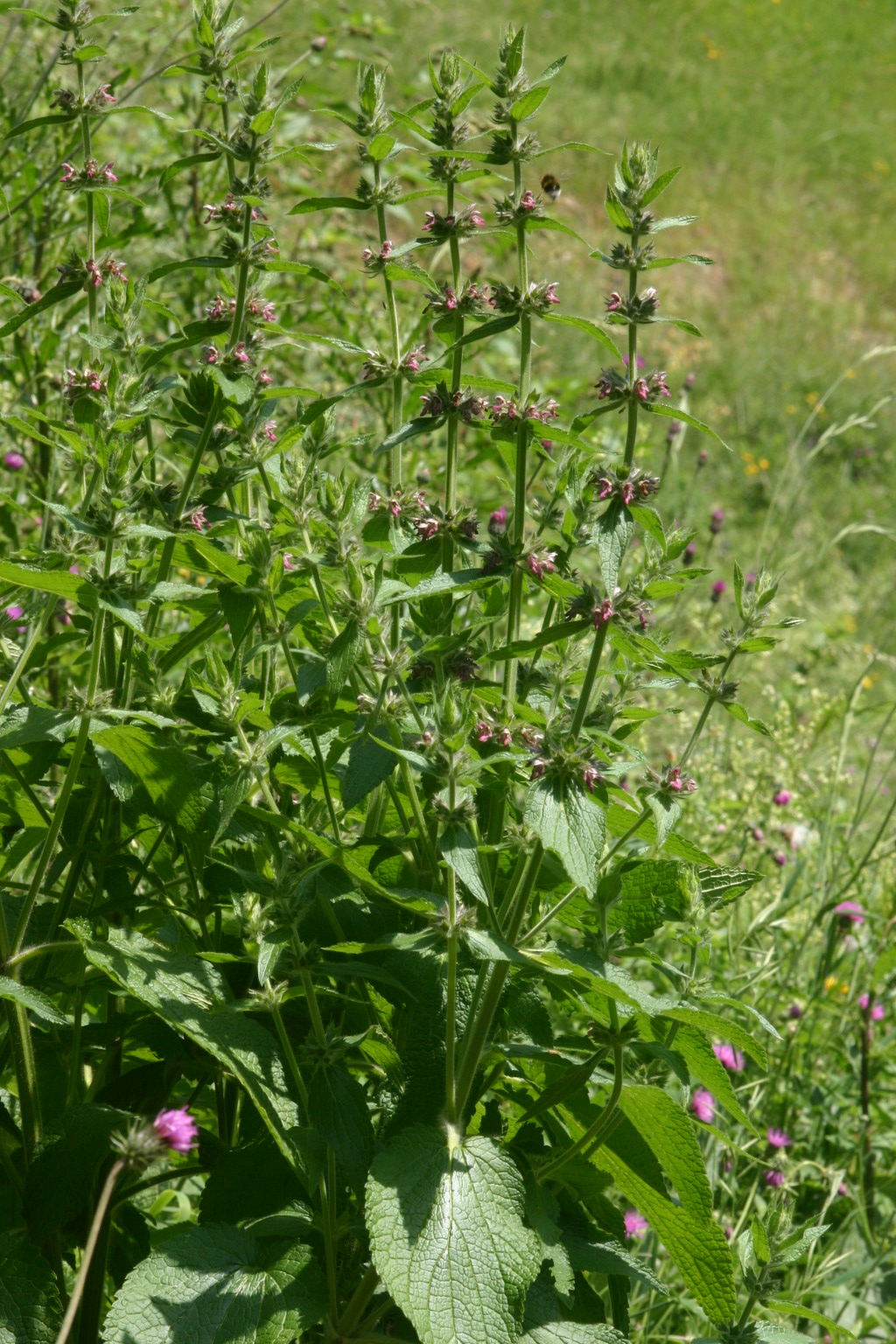
Havasi tisztesfű
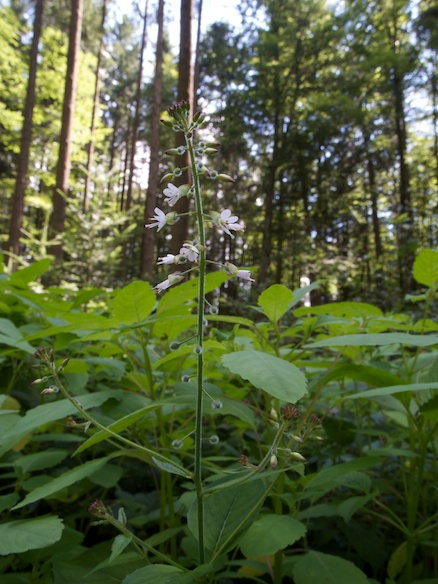
Erdei varázslófű (Grosses Hexenkraut)
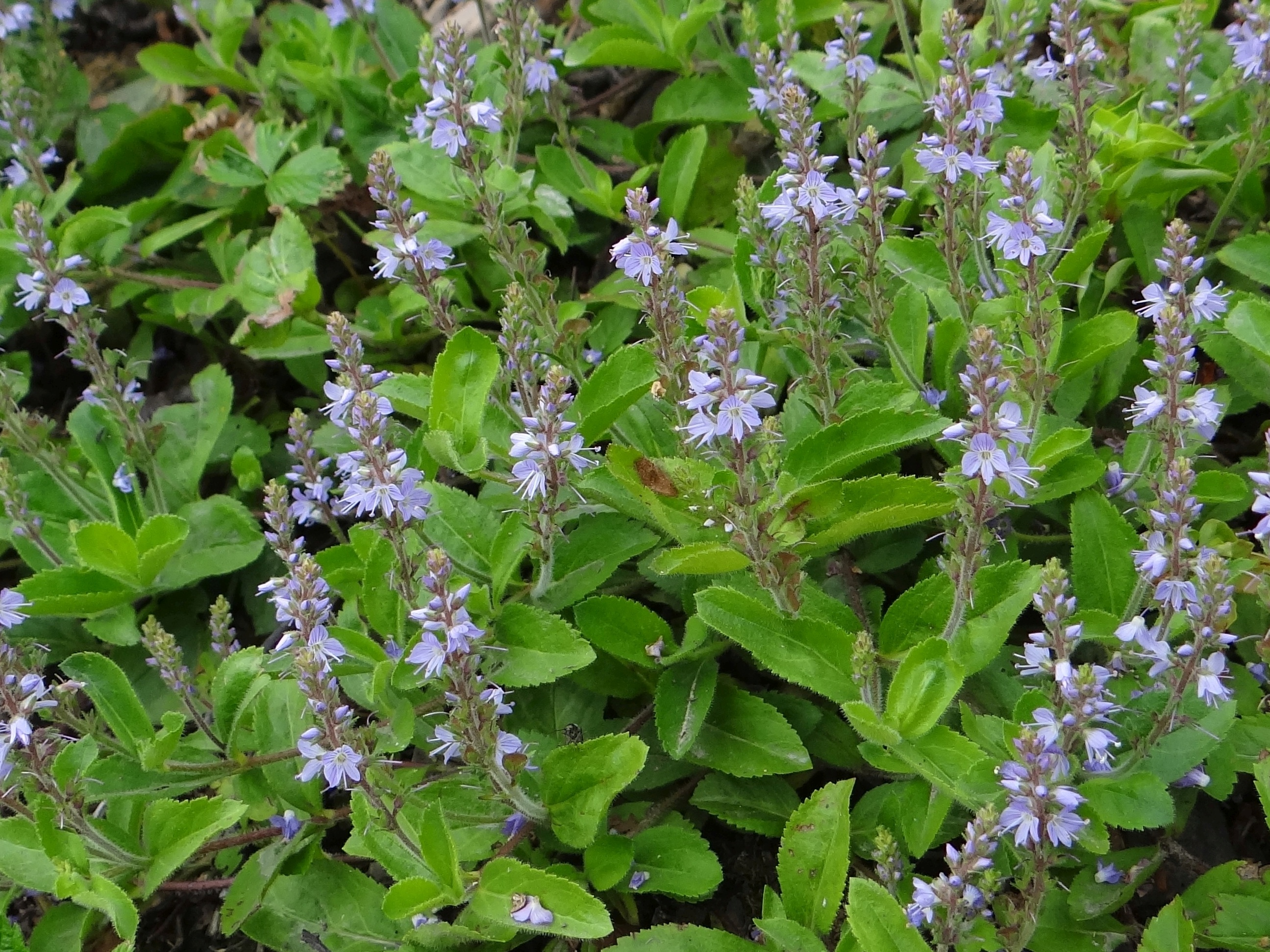
Orvosi veronika (Veronica officinalis)
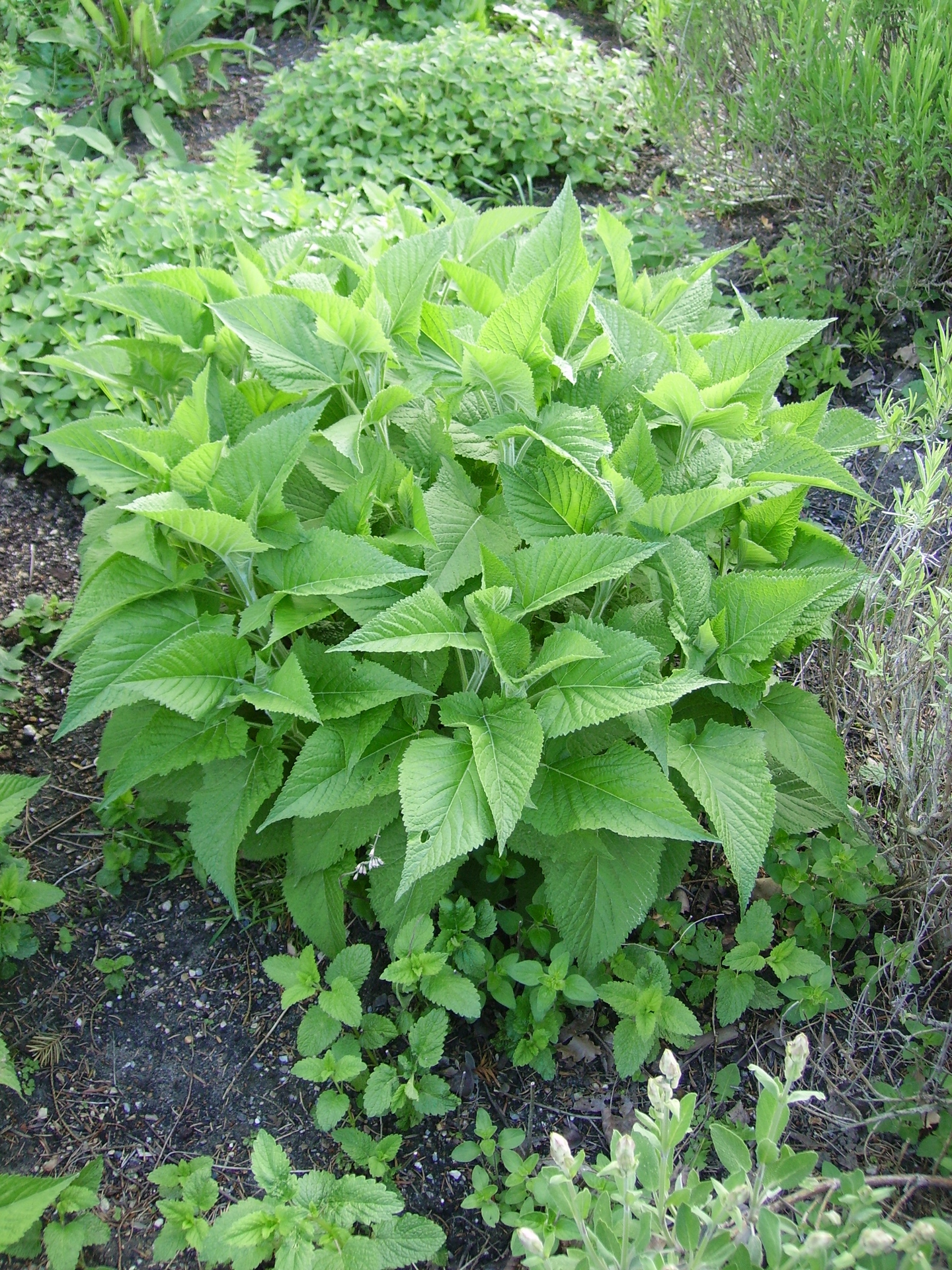
Enyves zsálya (Salvia glutinosa)
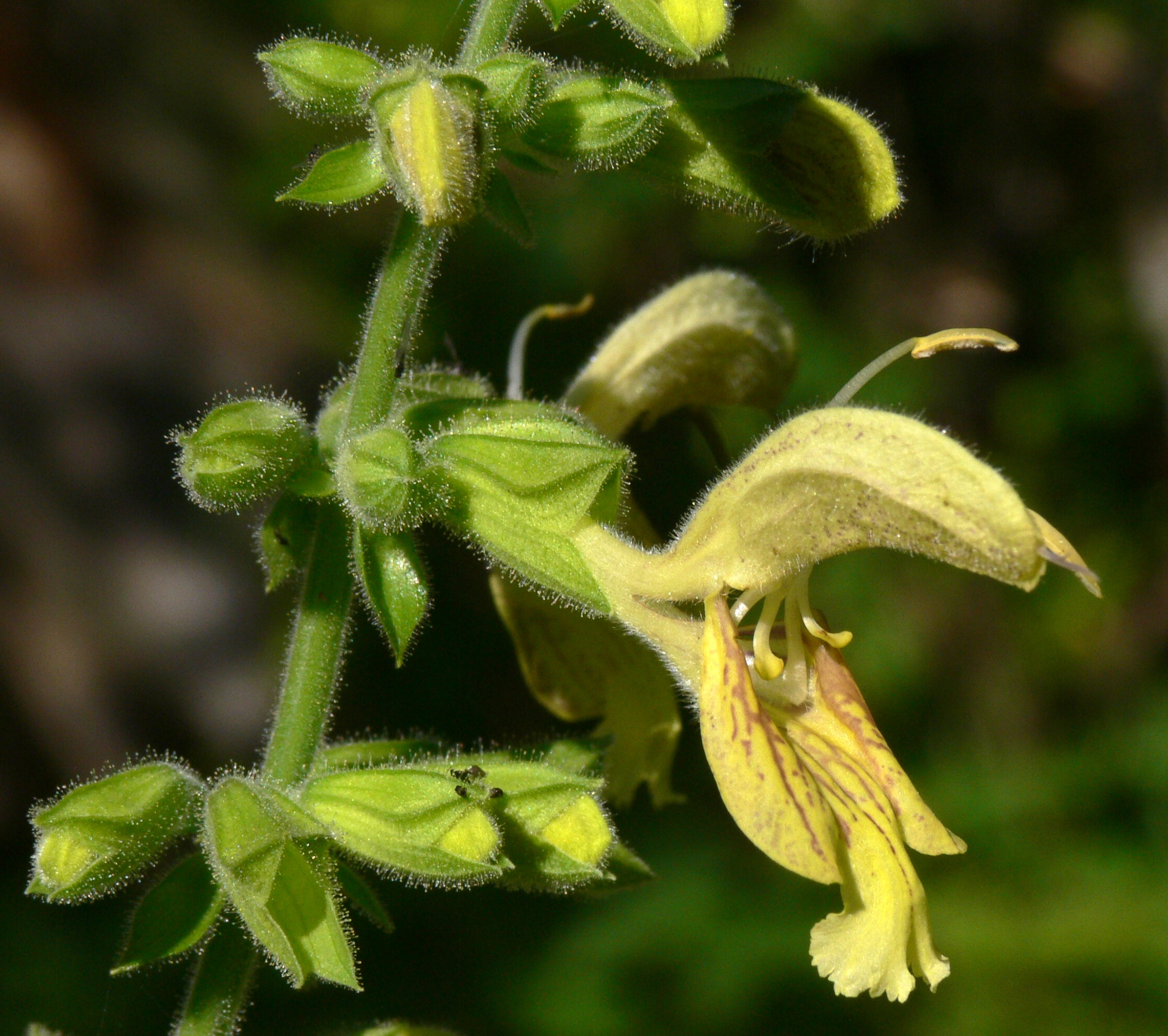
Az enyves zsálya virága
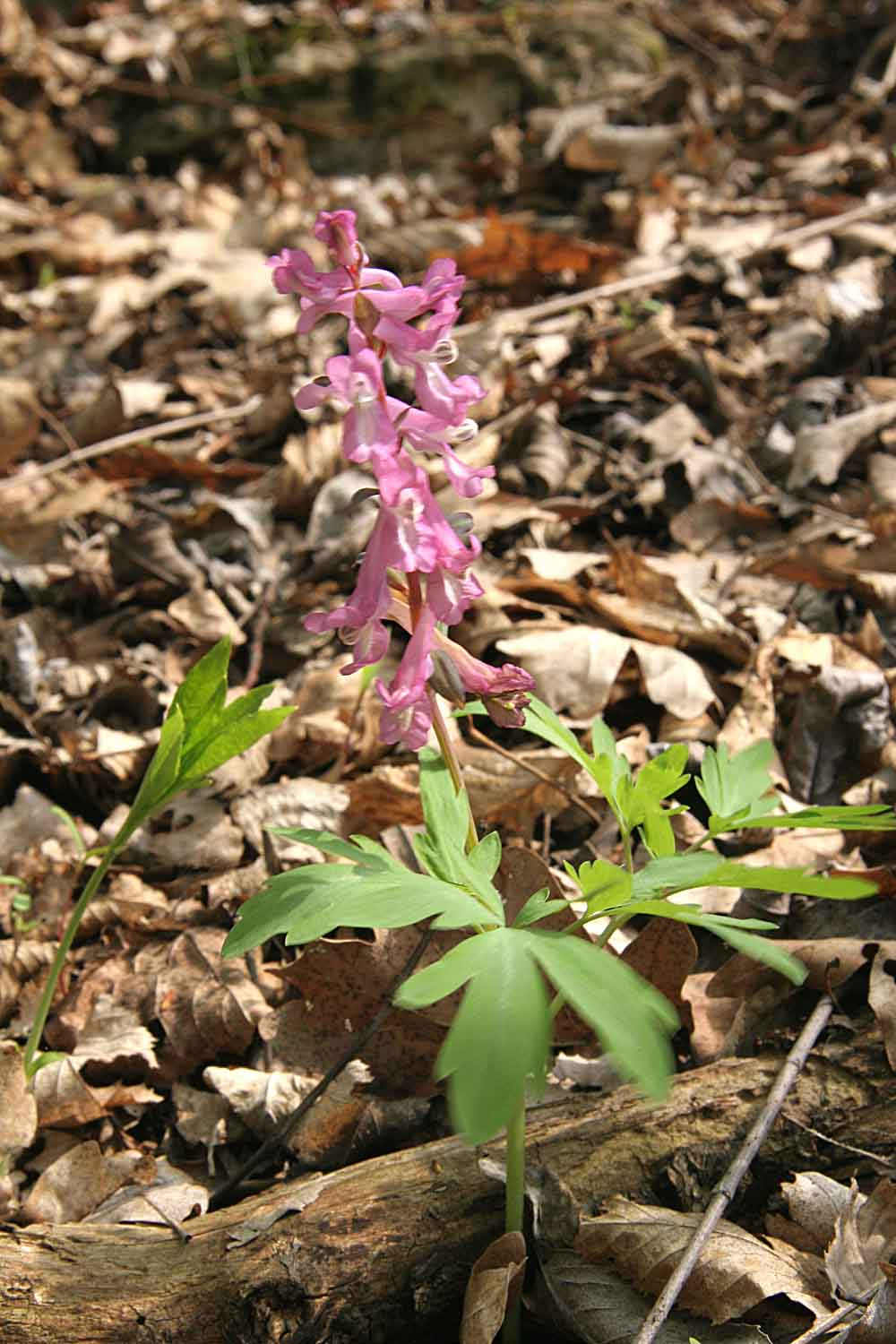
Odvas keltike (Corydalis cava)
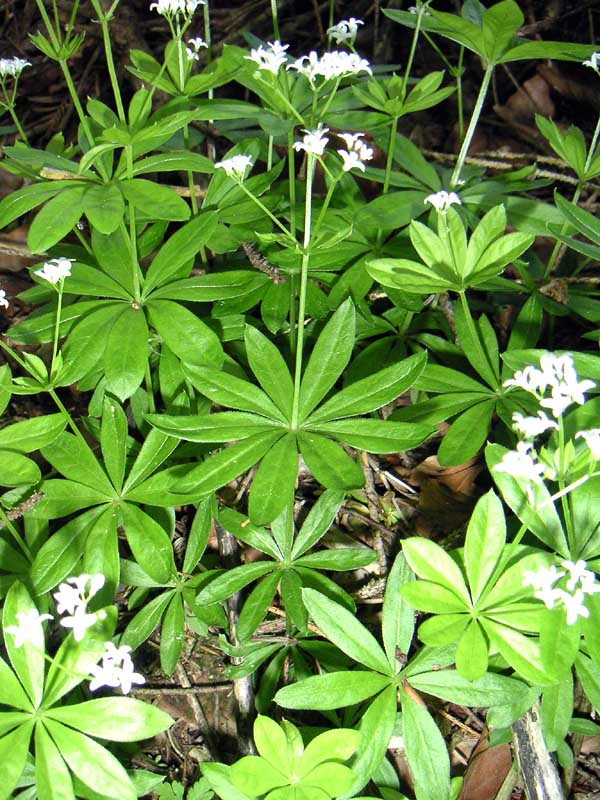
Szagos müge (Galium odoratum)
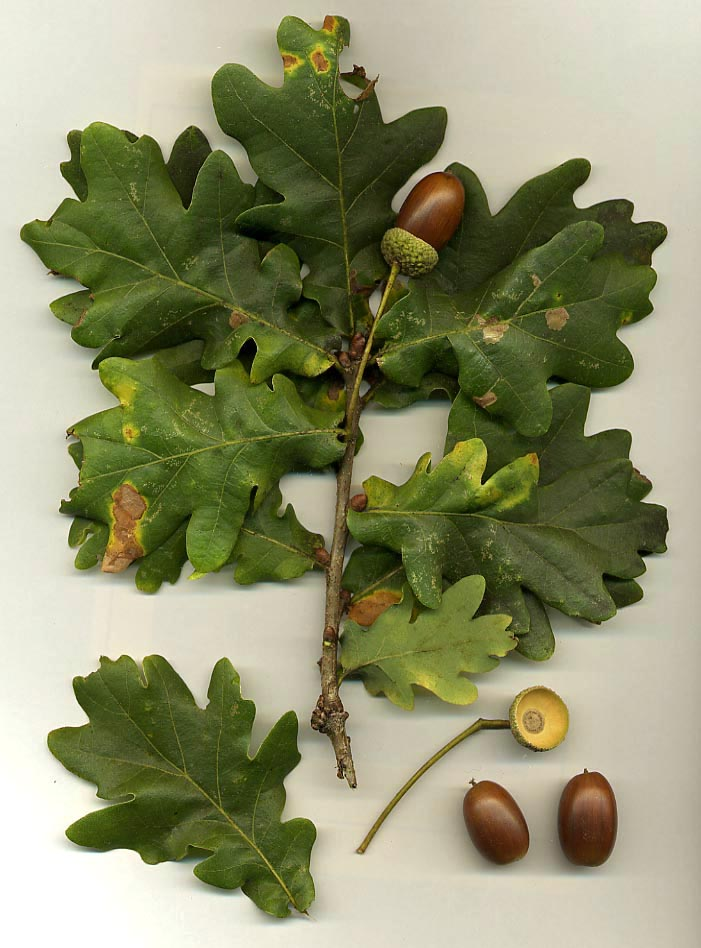
Kocsányostölgy (Quercus robur) ága
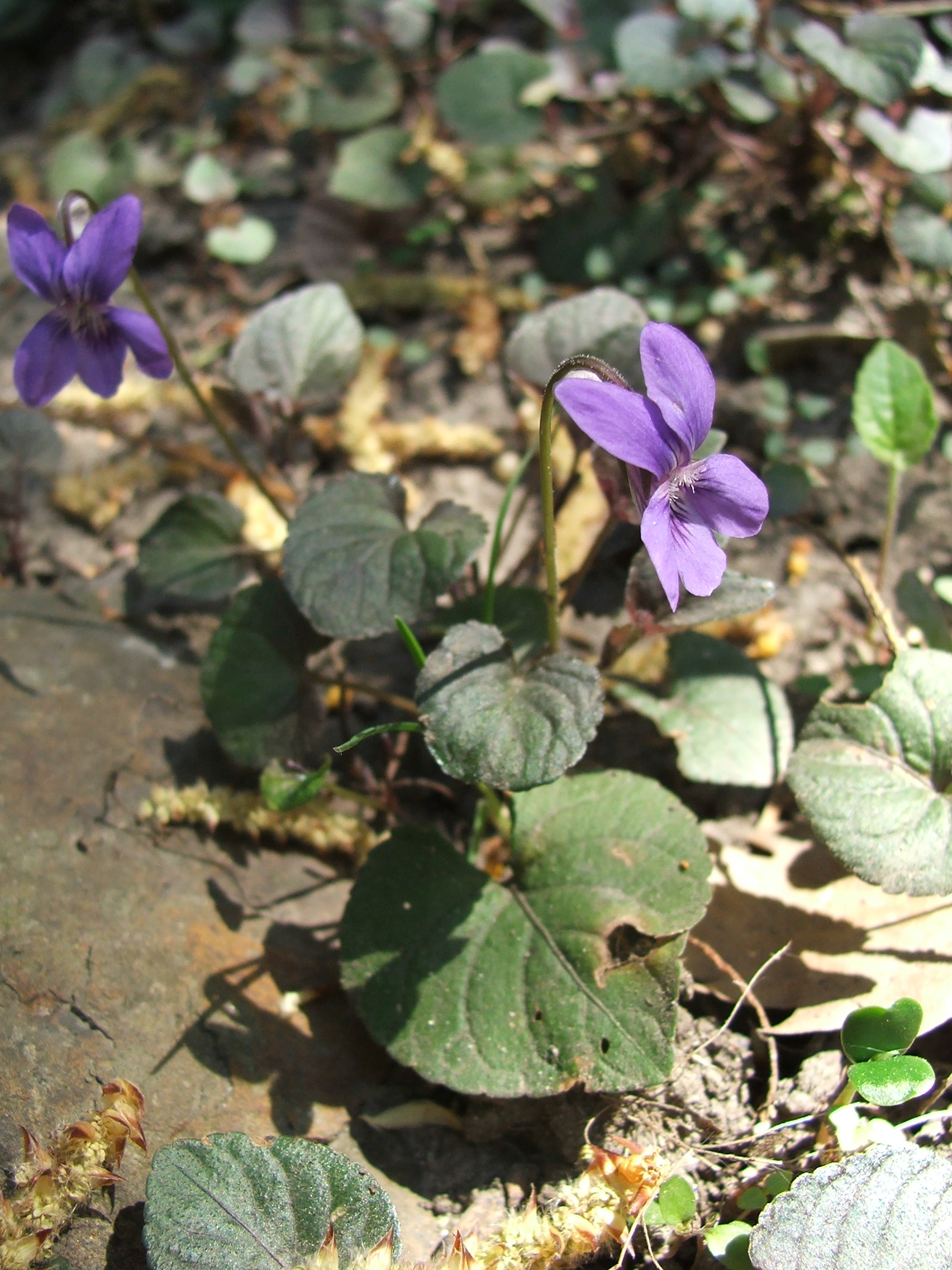
Erdei ibolya (Viola reichenbachiana)
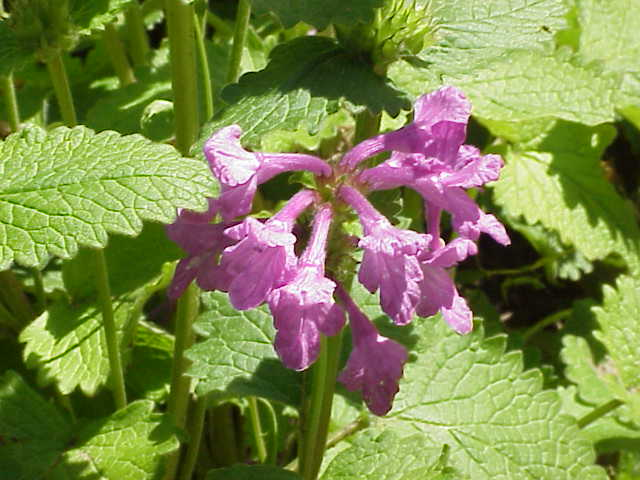
Erdei tisztesfű (Stachys sylvatica)
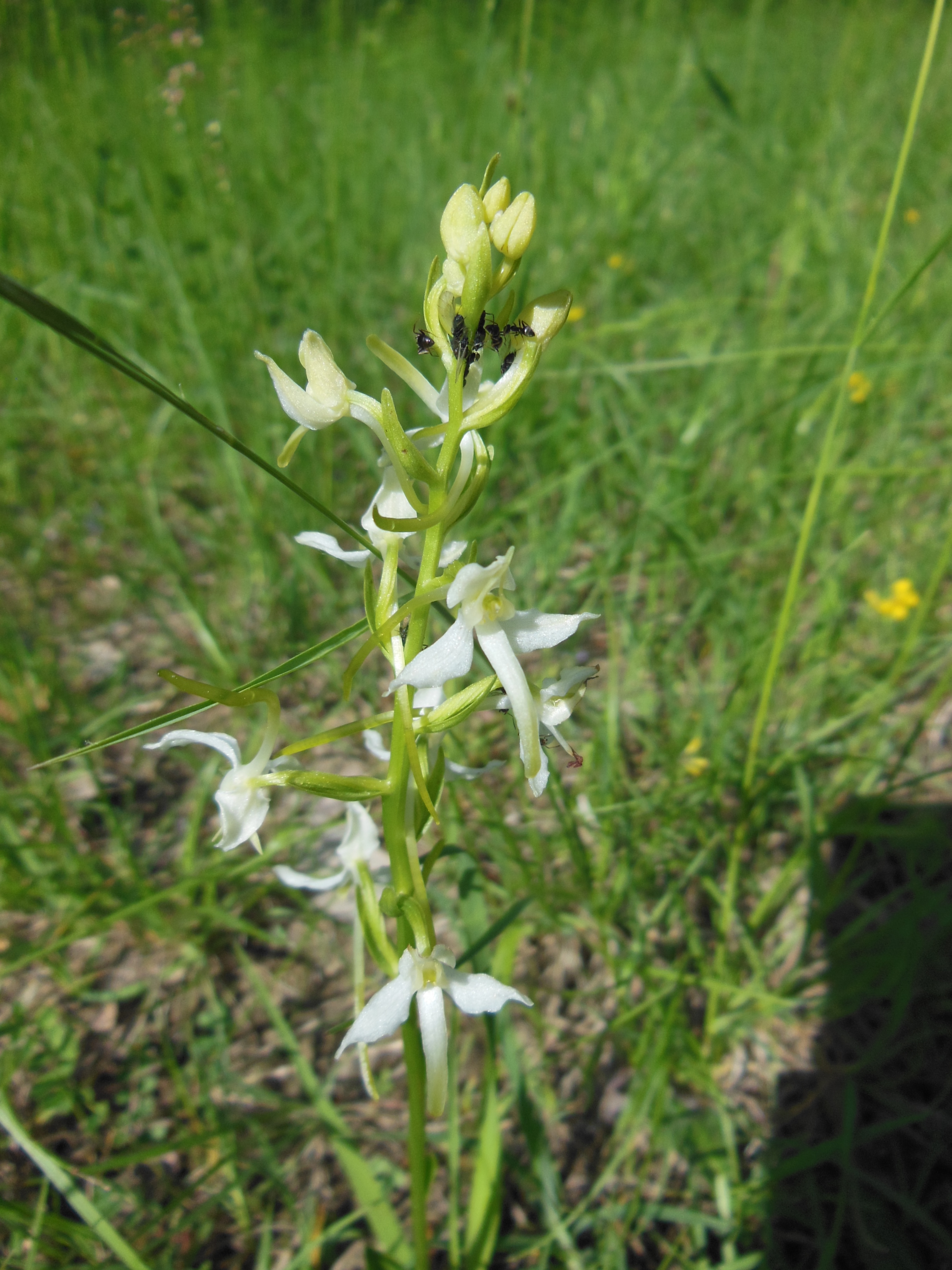
Fehér sarkvirág
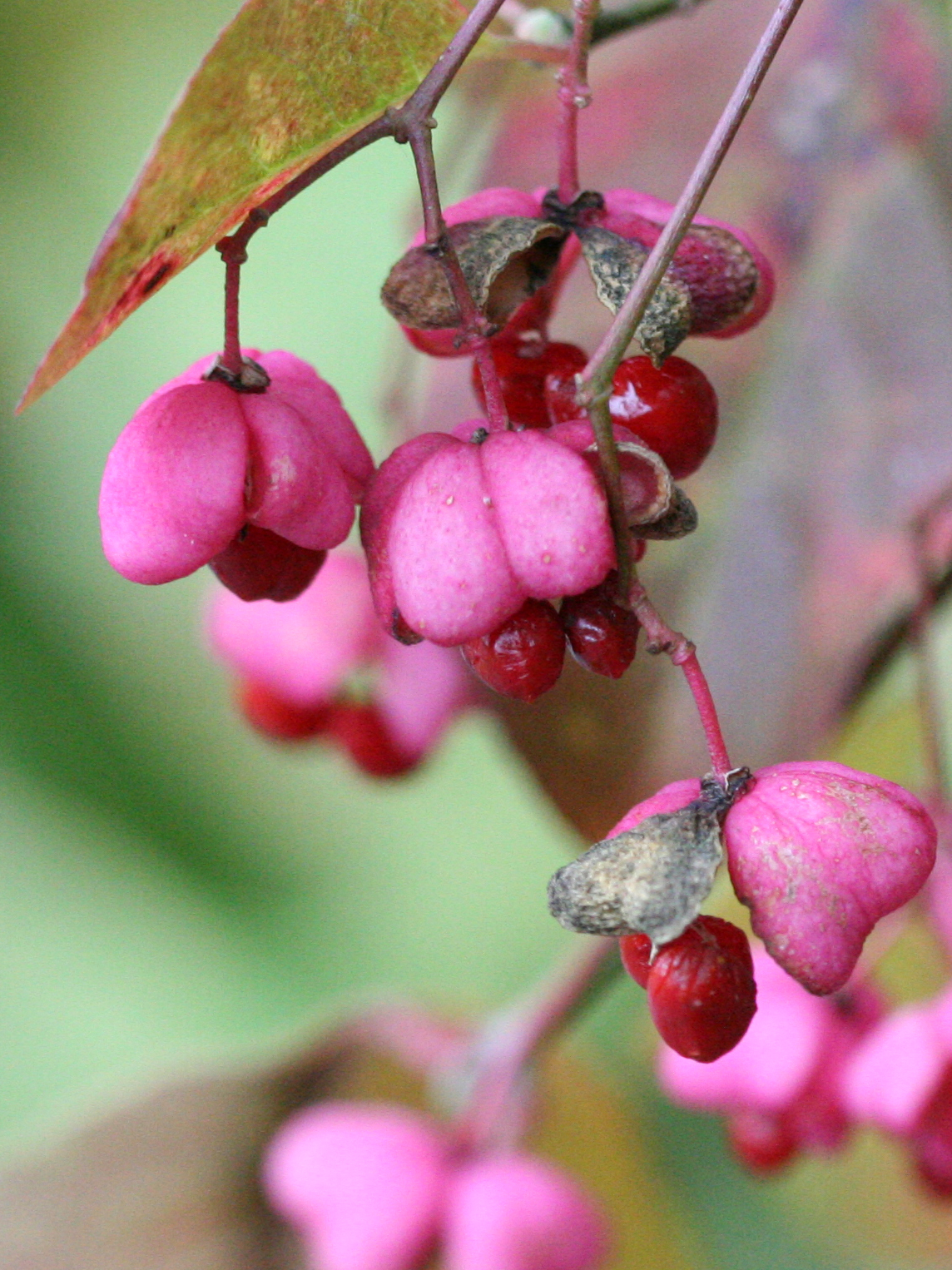
Kecskerágó

## Állatvilága
A gazdag állatvilág fennmaradását az erdő nagy kiterjedése biztosítja. Lehetőségük van a megtelepedésre olyan fajoknak is, amelyek zavartalan nyugalmat igényelnek.
A rovarok világa is sokszínű. Az öreg tölgyerdőkben él hazánk legnagyobb bogara a szarvasbogár, az orrszarvúbogár, az aranyos bábrabló, a hőscincér. Az avarban a ragyás futrinka, és a bőrfutrinka, a virágokon a pompás virágbogár.
A gerincesek közül itt él többek között a levelibéka, a több mint másfélméter hosszúra növő erdei sikló, de előfordul a szalamandra is.
Az erdő madárvilága is színes.
A ragadozó madarak közül él itt a héja, egerészölyv, darázsölyv. Az éjjeli ragadozók közül a fülesbagoly és a macskabagoly. Találkozhatunk itt a fekete harkállyal, a hollóval is.
Az emlősök közül található itt nyest, menyét, néhány pele-, cickány- és denevérfaj is.

## Galéria

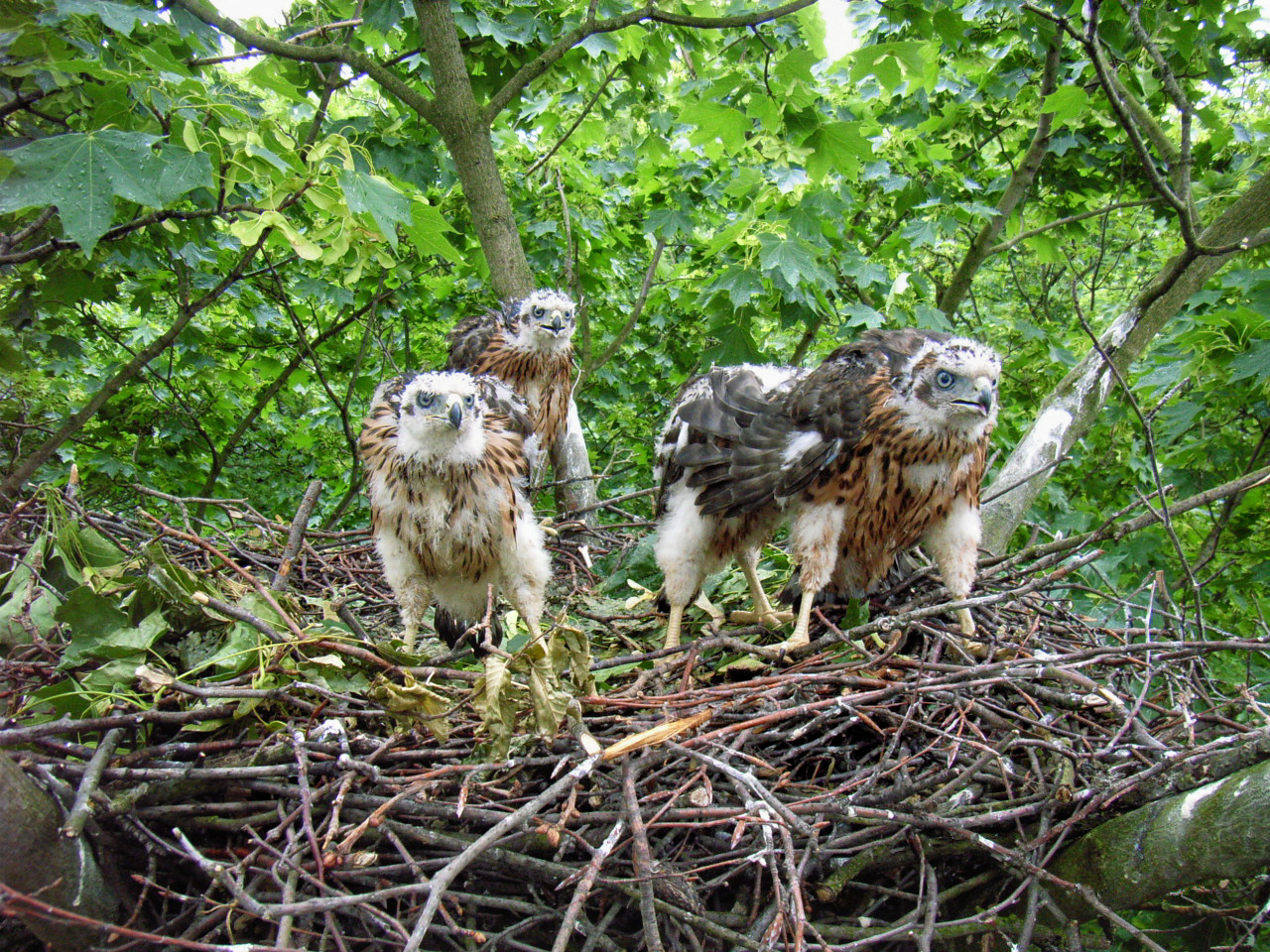
Barnahéjafiókák
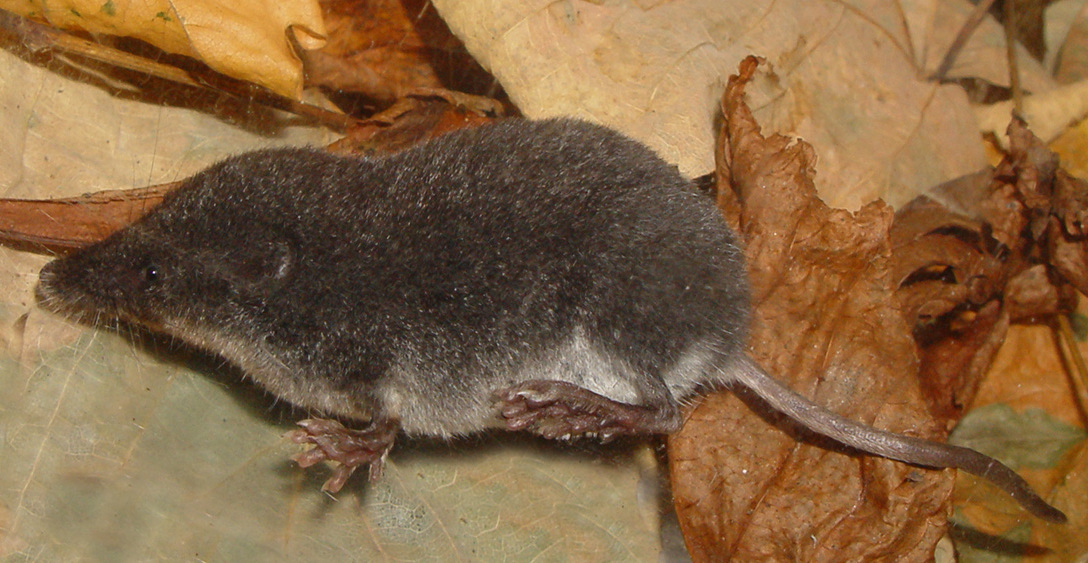
cickány
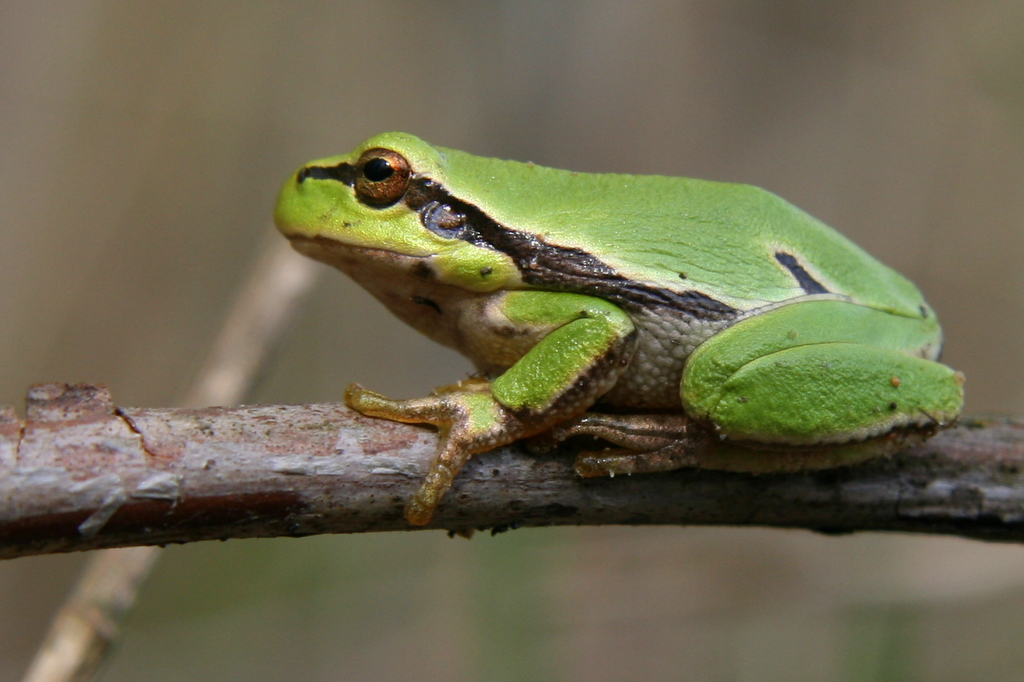
Zöld levelibéka
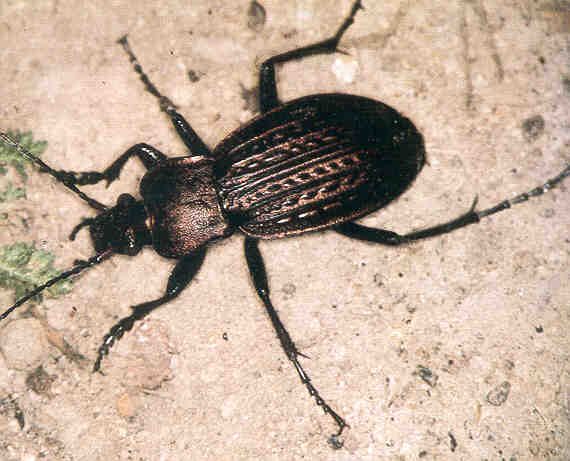
Ragyás futrinka
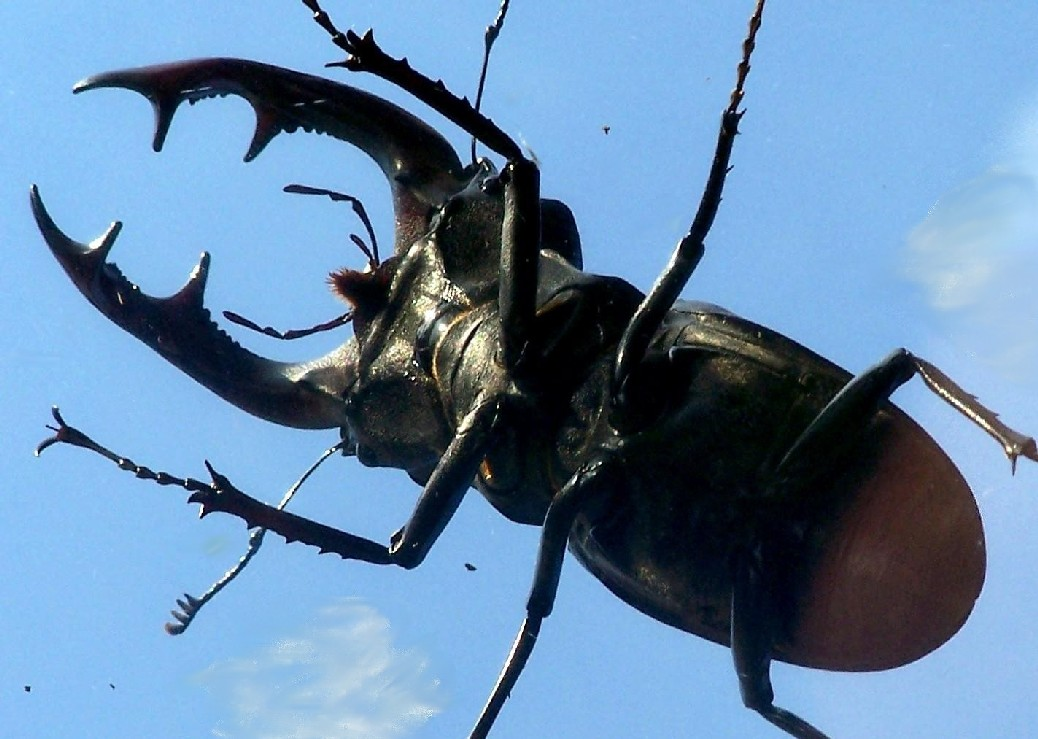
Szarvasbogár (hím)
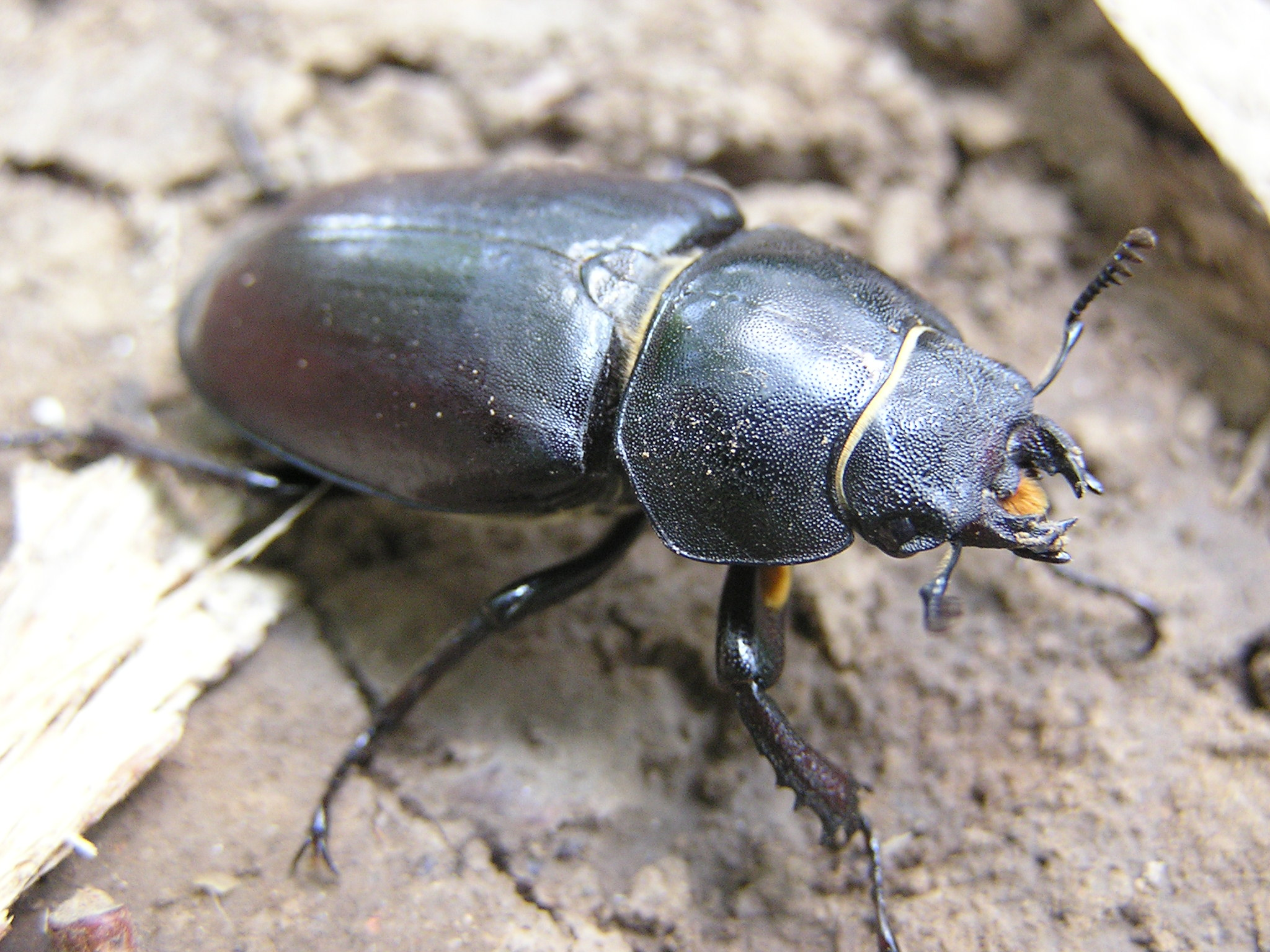
Szarvasbogár (nőstény)
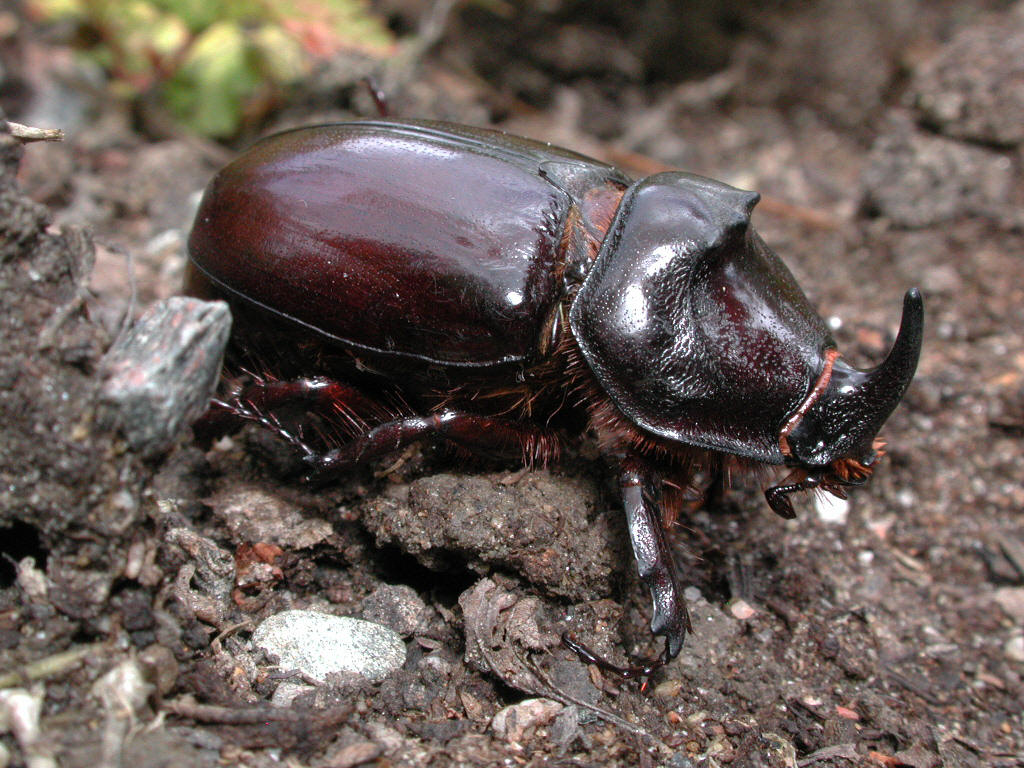
orrszarvúbogár
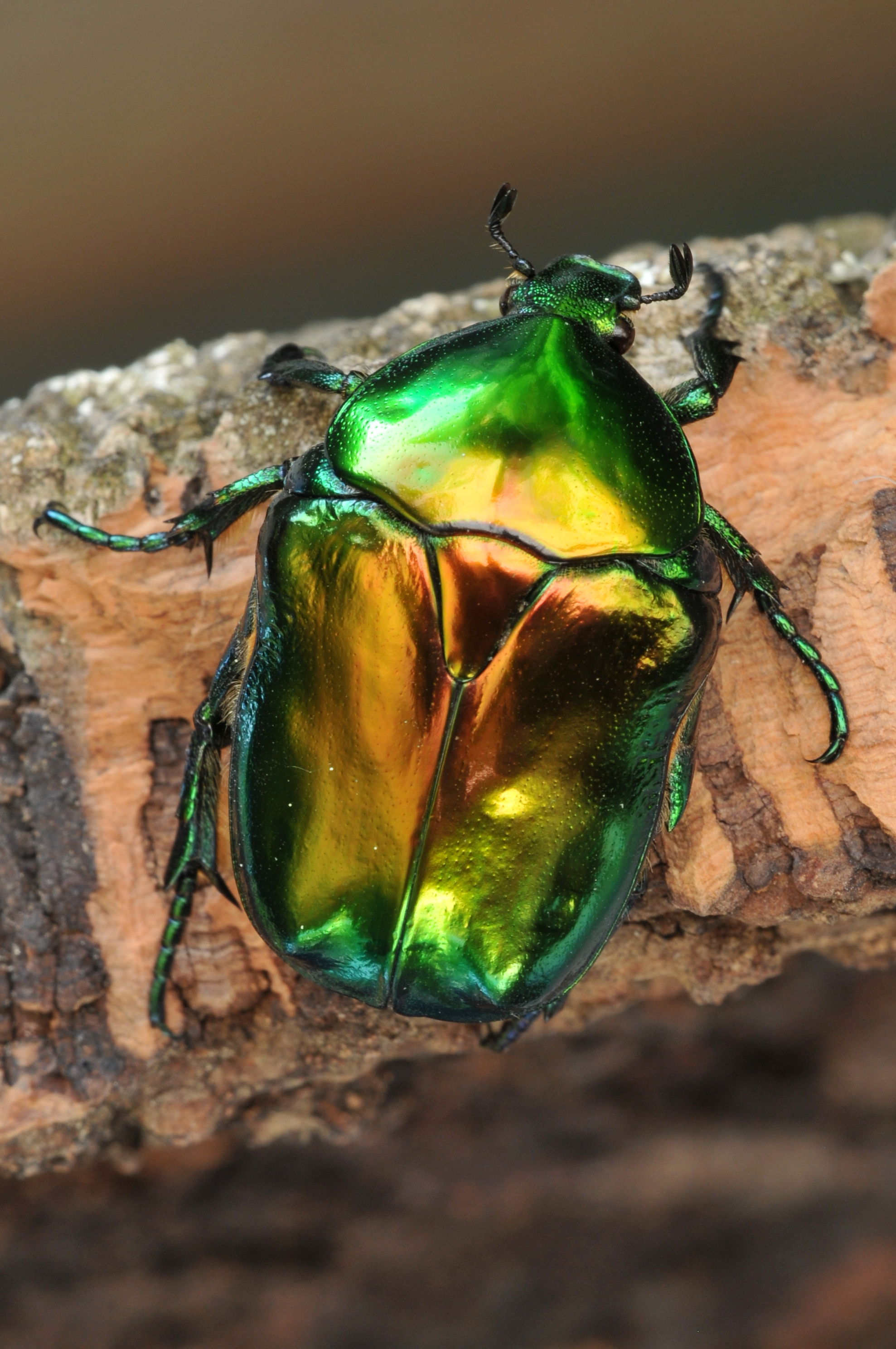
pompás virágbogár
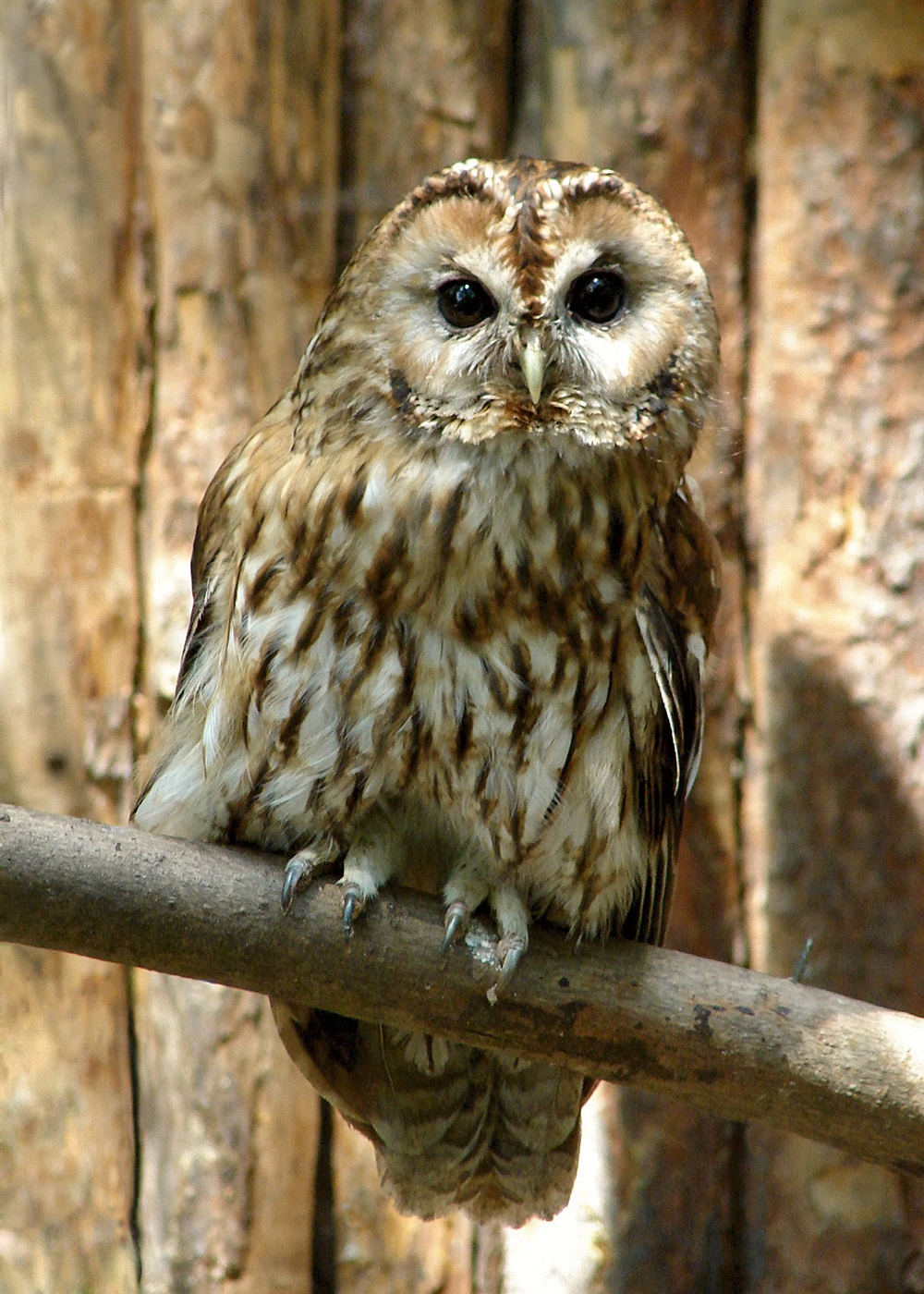
Macskabagoly
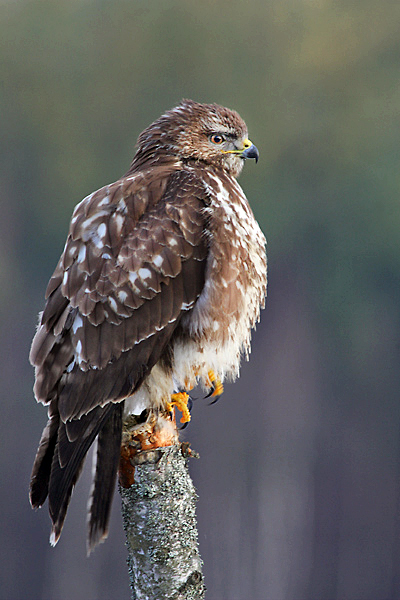
Egerészölyv
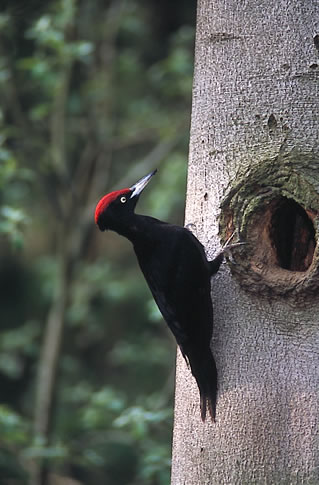
Feketeharkály
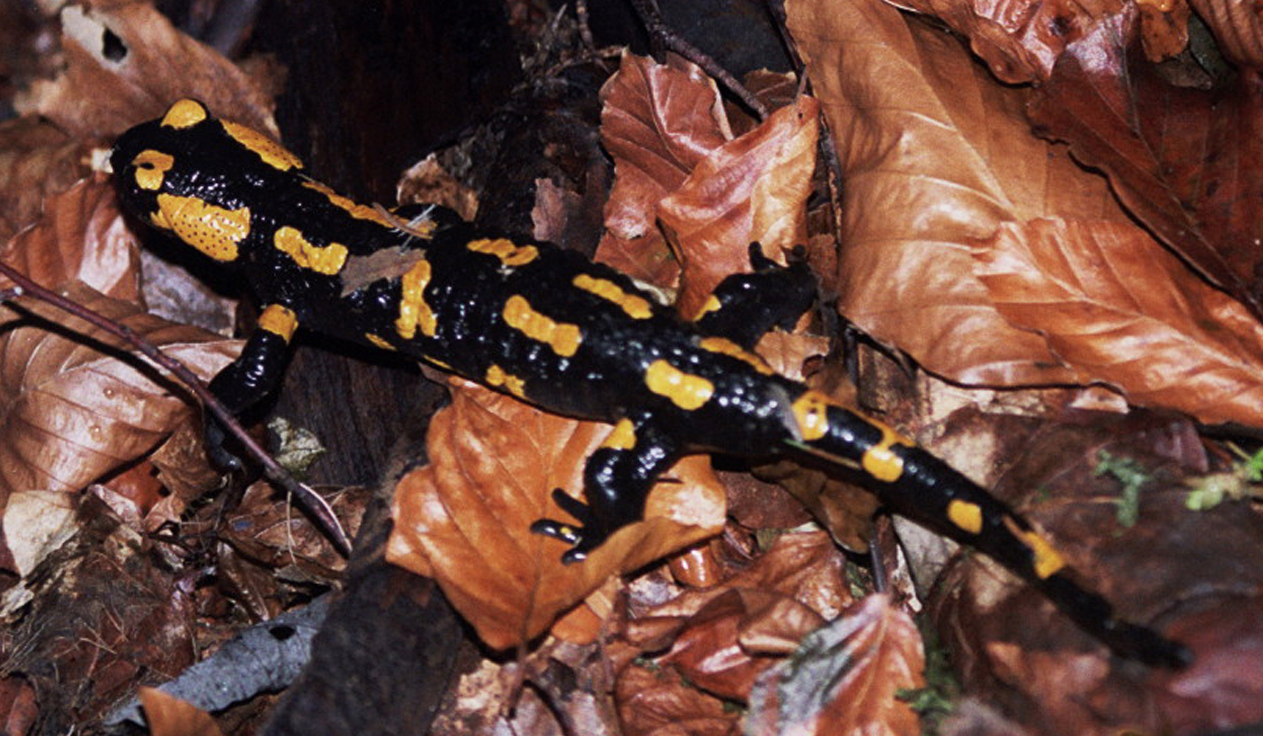
Foltos szalamandra